# Anthony Colve
Anthony Colve oder Anthonij Colve war von 1673 bis 1674 niederländischer Militärgouverneur der kurzlebigen Kolonie Nieuw Nederland. Territorial gesehen entspricht das in etwa den heutigen Gebieten der US-Bundesstaaten New York und New Jersey.

## Leben
Die Lebensdaten von Colve sind unbekannt. Sicher ist, dass er ein niederländischer Offizier war. Im März 1667 war er an der Rückeroberung von Suriname von den Engländern beteiligt. Danach wurde er Kadett in Fort Sint-Anna (Saaftinge), einer niederländischen Militärschule. Im Jahr 1670 war er als Kapitän in Fort Lillo stationiert. 1672 wurde er nach Veere versetzt. Im Jahr 1673 eroberten die Niederländer die 1664 verlorengegangene Provinz New York von den Engländern zurück. Zu ihren Eroberungen gehörte auch das Gebiet des heutigen Bundesstaates New Jersey. Diese Provinzen erhielten nun wieder den Namen Nieuw Nederland. Erster und einziger Gouverneur der 1673 errichteten Kolonie wurde Colve. Er übte dieses Amt zwischen dem 19. September 1673 und dem 9. Februar 1674 aus. In dieser Zeit wurde New York City in New Orange umbenannt. Der  Friede von Westminster im Jahr 1674 beendete die niederländische Herrschaft in dieser Region endgültig. Die Engländer übernahmen diese Gebiete erneut und sollten sie bis zur Amerikanischen Unabhängigkeit auch behalten.
Nach seiner Rückkehr in die Niederlande bekleidete Colve noch verschiedene militärische Posten. Im Jahr 1695 wird er letztmals als Kommandeur von Veere erwähnt. Danach verliert sich seine Spur.
| Personendaten    | Personendaten                                             |
| ---------------- | --------------------------------------------------------- |
| NAME             | Colve, Anthony                                            |
| ALTERNATIVNAMEN  | Colve, Anthonij                                           |
| KURZBESCHREIBUNG | niederländischer Offizier, Gouverneur von Nieuw Nederland |
| GEBURTSDATUM     | 17. Jahrhundert                                           |
| STERBEDATUM      | 17. Jahrhundert oder 18. Jahrhundert                      |